# Soseska ob starem mlinu
Soseska ob starem mlinu je na novo zgrajena soseska, ki se nahaja znotraj predmestja Srednje Jarše v občini Domžale, v krajevni skupnosti Jarše-Rodica. Sestavja jo nekaj na novo zgrajenih stanovanjskih kompleksov, večinoma na Mlinski cesti in Jarški cesti. Nekoč se je na tem mestu nahajal Osolinov mlin, katerega del zdaj služi le še kot spomenik. Skozi sosesko teče potok Mlinščica.